# اکسایش سارت
اکسایش سارت(به انگلیسی: Sarett oxidation) یک واکنش آلی است که الکل‌های نوع اول و نوع دوم را به ترتیب به آلدئیدها و کتون‌ها اکسید می‌کند. این فرایند با استفاده از کروم تری‌اکسید و پیریدین صورت می‌پذیرد. برخلاف اکسایش جونز، این واکنش الکل‌های نوع اول را به شکل کربوکسیلیک اسید آنها اکسید نمی‌کند و همچنین بر پیوندهای دوگانه کربن-کربن تأثیر نمی‌گزارد.